# 伊號第三百七十二潛艦
伊号第三七二潜水艦（いごうだいさんびゃくななじゅうにせんすいかん）是大日本帝国海军的一艘潜水艇。伊三六一型潜水艦的12号艦。停泊于横須賀港时遭到敌方航空母舰舰载机的攻撃而沉没。

## 艦歷
- 1943-44年 マル戦計画第2961号艦
- 1944年2月10日 在横須賀海軍工廠开工建设
  - 6月22日 下水
  - 11月8日 竣工。船籍编入佐世保鎮守府
- 1945年1月8日 编入第7潜水战隊
  - 2月8日 从横須賀出发前往菲律宾残留搭乗員の救助に向かうが中止
  - 2月14日 回到吴港，在吴海军工厂加注汽油
  - 4月1日 从横須賀出发前往威克岛执行輸送任務
  - 6月15日 第二次从横須賀出发前往威克岛执行輸送任務
  - 7月10日 停泊于横須賀
  - 7月19日 在横須賀遭到美军舰载机的攻撃而沉没。１人战死（林幸太郎）
  - 9月15日 除籍

## 歴代艦長
1. 松下寛大尉（1944年11月8日-）
2. 高橋真吾大尉（1945年5月15日-）